# Dennis Gabor
Dennis Gabor CBE FRS (em húngaro:  Gábor Dénes; Budapeste, 5 de junho de 1900 — Londres, 9 de fevereiro de 1979) foi um Engenheiro Eletricista e inventor húngaro-britânico, conhecido pela invenção e aperfeiçoamento da holografia, pela qual foi laureado com o Nobel de Física de 1971.

## Publicações
- The Electron Microscope (1934)
- Inventing the Future (1963)
- Innovations: Scientific, Technological, and Social (1970)
- The Mature Society (1972)
- Proper Propertities of Science and Technology (1972)
- Beyond the Age of Waste: A Report to the Club of Rome (1979, com U. Colombo, A. King en R. Galli)